# 雙環翠鳳蝶
雙環翠鳳蝶（学名：Papilio hopponis），又名重幃鳳蝶、雙環鳳蝶、北埔鳳蝶、重月紋翠鳳蝶，为鳳蝶科鳳蝶屬下的一个种。本蝶種為台灣特有種。

## 描述
中型鳳蝶，具明顯雌雄二型性。體色黑褐，佈滿綠色亮鱗。後翅M3脈端有葉狀尾突。雄蝶翅背面黑褐色，佈滿亮鱗，後翅前側有紫藍色斑，其餘為綠色亮鱗，並延伸至尾突。後翅臀區具紫紅色弦月紋。翅腹面為褐色。

## 分佈
臺灣特有種，主要分布在山地高海拔地區，低於1000米處較為罕見。

## 棲地
棲息於闊葉林，一年至少兩代。幼蟲以飛龍掌血、賊仔樹等芸香科植物為食，冬季以蛹的形態越冬。成蝶喜訪花，雄蝶也會到濕地吸水。

## 外部連結
- 嘉義大學昆蟲館昆蟲標本數位典藏 （页面存档备份，存于）

1. 1 2  徐堉峰, 黃嘉龍, 梁家源. . 農業部林業及自然保育署. ISBN 9789860551570.